# Valongo das Meadas
Valongo das Meadas é uma aldeia portuguesa, da freguesia de Cabanelas, do concelho de Mirandela, com 75 habitantes (2020). Valongo das Meadas, é composta, por 6 ruas: a rua das Amoreiras, a rua da Boavista (anteriormente, denominada rua Direita); a rua do Canto, a rua do Cemitério, a rua da Igreja (tal como o nome indica, inicia-se junto à Capela de São Gonçalo); e a rua do Largo (localizada, justamente, no centro da aldeia).

## Localização
Valongo das Meadas localiza-se junto à estrada N315, que liga Rebordelo a Mirandela. Valongo situa-se próxima ao rio Rabaçal, o qual segue o seu caminho até confluir com o rio Tuela, a norte de Mirandela, para formar o rio Tua, e dista 10 km de Mirandela, 16 km de Valpaços, 22 km de Torre de Dona Chama e 25 km de Rebordelo.

## História
Valongo das Meadas, 
Pelos anos de 1770, a aldeia já era conhecida pela variante dos seguintes nomes - Vallongo, Valle Longo, ou mesmo Valle Longo das Meadas, porém com o passar dos anos, o nome fixou-se em Valongo das Meadas. Tal nome, deve-se ao facto de antigamente, esta aldeia localizar-se num vale extenso, comprido (vale longo), onde era produzido bastante linho, sendo que um dos processos do ciclo do linho são as meadas, retirando assim, desta atividade e da caracterização do relevo, o nome desta aldeia – Valongo das Meadas. Nesta altura, até há poucas décadas atrás, tinha grande riqueza artesanal, como eram o caso, das rendas e bordados, e também das cestas em verga.
Desde o início da sua formação, Valongo das Meadas pertencia à freguesia de Abambres. Em 1836, com o decreto da reforma territorial, Valongo das Meadas, um lugar, como era costume chamar em Trás-os-Montes, e tal como outras centenas de aldeias, passou a integrar a freguesia de Cabanelas, pertencendo, até aos dias de hoje.
A população desta aldeia estava totalmente ligada ao cultivo dos campos agrícolas. Quem fosse possuidor de campos, cultivava-os para daí retirar o seu sustento e o da sua família, através do consumo próprio ou da venda dos mesmos. Por sua vez, aqueles que desgraçadamente, nada tivessem, teriam de trabalhar à jorna, trabalhando nos campos, ou onde fosse necessário.
Na década de 40, do século passado, casou em Valongo das Meadas, José António Lino e Cunha, um abastado proprietário, natural de Miradeses, e proveniente de uma das famílias mais abastadas e da nobreza rural do distrito. Através da sua caridade, auxiliou humildes e necessitados, com dinheiro e trabalho. Era filho de Francisco António Lino de Sousa, natural de Fradizela, com raízes em Miradeses e da Senhora D. Rita de Jesus da Cunha Mourão, de Miradeses, filha herdeira, juntamente com a sua irmã Dona Constança Adelaide, da herança dos Cunhas, sendo elas netas de António Caetano da Cunha, herdeiro e possuidor de enorme fortuna legada pelos pais. José António Lino, faleceu em 1982, e deixou três filhas.
Em Valongo das Meadas, a população, desde o século XX, tem vindo a diminuir drasticamente, isto devido ao enorme envelhecimento populacional, e ao escasso número de nascimentos.

## Aldeias Vizinhas
- Cabanelas, 1.5 km
- Abambres, 2.5 km
- Vale de Salgueiro, 3 km
- Vale de Juncal, 4.5 km
- Miradeses, 6.5 km (4.5 km pela estrada no interior da aldeia)

## Atividades económicas
Os habitantes de Valongo das Medas, continuam a dedicar-se à agricultura, continuando a produzir, batatas, azeitona, cerejas, amêndoa, uvas, entre outras frutas e legumes. Em Valongo das Meadas, há um mecânico, construtores civis, entre outras profissões.

## Património
- Capela de São Gonçalo
- Capelinha de Nossa Senhora de Fátima
- Escola Primária
- Volante de Água

A Capela de São Gonçalo, foi construída no ano de 1784, e mandada ampliar em 1994. Existe também o volante, que outrora permitia os habitantes da aldeia abastecerem-se, bem como aos animais. Porém, nos últimos anos caiu em desuso, e com o avanço do tempo, serve mais de monumento histórico.
Existiu em tempos, uma escola primária, atualmente encerrada, estando hoje em dia em estado de abandono, utilizada apenas para espaço de convívio ou para arrumos. Na aldeia, existe também uma oficina.
O cemitério, foi construído no ano de 1936, e em 2018, recebeu obras e melhoramento e ampliação.
Na entrada da aldeia, junto à paragem dos autocarros, existe um nicho, em homenagem ao Sagrado Coração de Jesus e ao Sagrado Coração de Maria.